# KGHM Dialog Polish Indoors 2005
Il KGHM Dialog Polish Indoors 2005 è stato un torneo di tennis facente parte della categoria ATP Challenger Series nell'ambito dell'ATP Challenger Series 2005. Il torneo si è giocato a Breslavia in Polonia dal 31 gennaio al 6 febbraio 2005 su campi in cemento indoor.

## Vincitori

### Singolare
Robin Vik ha battuto in finale  Michal Tabara con il punteggio di 6–4, 6–3

### Doppio
Lukáš Dlouhý /  Martin Štěpánek hanno battuto in finale  Jason Marshall /  Huntley Montgomery 6–2, 5–7, 6–4